# Belmont (Shetland)
Belmont è un villaggio e capolinea dei traghetti situato nella parte meridionale dell'isola di Unst, una delle Isole del Nord nelle Shetland, in Scozia. I traghetti collegano il porto con Gutcher su Yell e con Hamars Ness su Fetlar.
Belmont House, una residenza georgiana costruita nel 1775 da Thomas Mouat, fu restaurata da Historic Scotland e aperta al pubblico nel 2011.